# Bundesvision Song Contest 2010
De Bundesvision Song Contest 2010 vond plaats in Berlijn, nadat Peter Fox het festival het voorgaande jaar wonnen met Schwarz zu Blau.

## Locatie
Het was de tweede keer in de geschiedenis dat het festival in Berlijn werd georganiseerd. In tegenstelling tot de vorige keer dat Berlijn het festival moest organiseren werd er niet gekozen voor de Tempodrom, maar voor de - bijna viermaal grotere - Max-Schmeling-Halle.

## Artiesten
Zoals in vele andere jaren kwamen niet alle artiesten uit het deelgebied dat ze vertegenwoordigden, maar bij deze editie was het wel opmerkelijk dat het grootste deel van de artiesten uit gaststad Berlijn kwam.

## Winnaar
Unheilig won deze editie voor Noordrijn-Westfalen met het nummer Unter deiner Flagge. Saksen-Anhalt werd tweede, gaststaat Berlijn vervolledigde het podium.

## Uitslag
| Plaats | Staat                     | Taal              | Artiest                            | Lied                     | Punten |
| ------ | ------------------------- | ----------------- | ---------------------------------- | ------------------------ | ------ |
| 1      | Noordrijn-Westfalen       | Duits             | Unheilig                           | Unter deiner Flagge      | 164    |
| 2      | Saksen-Anhalt             | Duits             | Silly                              | Alles Rot                | 152    |
| 3      | Berlijn                   | Duits en Arabisch | Ich + Ich feat. Mohamed Mounir     | Yasmine                  | 100    |
| 4      | Beieren                   | Duits             | Blumentopf                         | Solala                   | 94     |
| 5      | Brandenburg               | Duits             | Das Gezeichnete Ich                | Du, Es und Ich           | 87     |
| 6      | Thüringen                 | Duits             | Norman Sinn & Ryo                  | Planlos                  | 79     |
| 7      | Sleeswijk-Holstein        | Engels en Duits   | Stanfour                           | Sail on                  | 60     |
| 8      | Hamburg                   | Duits             | Selig                              | Von Ewigkeit zu Ewigkeit | 40     |
| 9      | Baden-Württemberg         | Duits             | Bakkushan                          | Springwut                | 39     |
| 10     | Mecklenburg-Voor-Pommeren | Duits             | Sebastian Hämer                    | Is´ schon ok             | 22     |
| 11     | Bremen                    | Duits en Engels   | Kleinstadthelden                   | Indie boys               | 20     |
| 11     | Saksen                    | Duits             | Blockflöte Des Todes               | Alles wird teuer         | 20     |
| 13     | Hessen                    | Engels en Duits   | Oceana & Leon                      | Far away                 | 18     |
| 14     | Rijnland-Palts            | Duits             | Auletta                            | Sommerdiebe              | 17     |
| 15     | Saarland                  | Duits             | Mikroboy                           | Nichts ist umsonst       | 12     |
| 16     | Nedersaksen               | Duits             | Bernd Begemann & Dirk Darmstaedter | So geht das jede Nacht   | 4      |

2005 · 2006 · 2007 · 2008 · 2009 · 2010 · 2011 · 2012 · 2013 · 2014 · 2015
Baden-Württemberg · Beieren · Berlijn · Brandenburg · Bremen · Hamburg · Hessen · Mecklenburg-Voor-Pommeren · Nedersaksen · Noordrijn-Westfalen · Rijnland-Palts · Saarland · Saksen · Saksen-Anhalt · Sleeswijk-Holstein · Thüringen